# Qcodo
QCodo es un framework de desarrollo de código abierto para PHP 5 que construye un mapeo de objetos y una interfaz de ABMS (Alta, baja y modificación) utilizando AJAX desde un modelo existente de una base de datos. Adicionalmente, contiene QForms que son componentes para generar formularios. Es un framework de desarrollo liviano que puede ser utilizado tanto en pequeñas como en grandes aplicaciones.
El framework consiste de dos componentes principales: el generador de código y los Qcompomentes (Qforms). Qcodo usa ORM para el acceso a base de datos.
El generador de código introspecciona una estructura de base de datos relacional y construye un ORM, así como también varias interfaces remotas (SOAP, AJAX) para el ORM. El ORM en QCodo puede ser extendido para proveer funcionalidad mantenida por el usuario (vía object subclassing). 
Qforms es un motor de templates inspirado de .NET en el que cada elemento del formulario es un objeto con su funcionalidad en métodos y atributos. Qforms incluye la habilidad de validar campos, disparar eventos, y asociar llamadas AJAX. Qforms se comunica perfectamente con el ORM, permitiendo a los desarrolladores a rápida e interactivamente cambiar cualquiera de los tres componentes de la arquitectura MVC con poco impacto a los otros componentes.
Qcodo es un framework maduro y mantenido por la comunidad de Qcodo. Ha sido utilizado en entornos de producción por la NASA y otras organizaciones. El framework fue concebido y desarrollado por Mike Ho y su compañía QuasIdea.
A partir de su versión 0.4, Qcodo incluye novedades orientadas a fomentar una mayor participación de la comunidad en el proyecto, como actualizaciones basadas en paquetes creados por el usuario (QPM) y posibilidad de aportar código vía GitHub.
Un fork del proyecto, llamado QCubed, fue lanzado por algunos desarrolladores de la comunidad de Qcodo en noviembre de 2008, basado en la versión 0.3 del framework original.

## Compañías que trabajan con Qcodo
- https://web.archive.org/web/20080826012518/http://thinkclear.com.ar/
- http://quasidea.com
- http://amountaintop.com
- https://web.archive.org/web/20100405172353/http://www.ossac-peru.com/

- Datos: Q2464608